# Васил Райнов (езиковед)
Вижте пояснителната страница за други личности с името Васил Райнов.
Васил Господинов Райнов е български езиковед.

## Биография
Роден е на 19 септември 1942 г. в София. Завършва българска филология в СУ „Св. Климент Охридски“; от втори университетски курс в кръжеца по диалектология на проф. Стойко Стойков и доц. Иван Кочев; дипломна работа – „Говорът на с. Черноморец – Бургаско“, наградена с Националната награда за студентско изследване на Министерството на образованието и науката през 1966 г.
През 1966 – 1969 г. прави научна специализация по фонетика, общо езикознание и диалектология в Карловия университет – Прага; работи в катедрата по Общо и сравнително езикознание при професорите Скаличка, Бйелич, Янота и Ромпортл. Защитава дисертационен труд „Към въпроса за развитието на преходните езикови системи“ за получаване на научната степен „доктор по философия“ (PhD) на Карловия университет.
От октомври 1969 г. е научен сътрудник по експериментална фонетика, а по-късно по невропсихология в Централната лаборатория за изучаване на мозъка при Българската академия на науките, преименувана в Институт за изучаване на мозъка (ИИМ) – БАН, в секцията по невропсихология (на която е съосновател). Там разработва проблемите на речевата и езиковата специфика в норма и патология, и особеностите на вербалното и невербалното поведение като психолингвистичен феномен.
През 1971 – 1972 г., а след това многократно, общо пет пъти до октомври 1999 г.– в Университета в Бон, – в Института по фонетика и комуникация, и в Института за говорна и езикова терапия, като стипендиант на фондация „Александър фон Хумболт“
работи съвместно с проф. Г. Унгехойер, проф. А. Лайшнер и проф. Г. Пойзер; през 1982 – 2000 г. активно сътрудничи с проф. Д. Линке и проф. М. Куртен в Лабораторията по психофизиология към университета. С финансовата помощ на фондацията „Александър фон Хумболт“ – Германия получава изследователска апаратура за 40 000 д.м., книги за 2000 д.м. и създава самостоятелна невролингвистична лаборатория в Българската академия на науките. През 1974 г. по покана на проф. А. Р. Лурия е на едномесечна специализация в Московския държавен университет – МГУ, в Катедрата по невропсихология, а след това, също по покана, двукратно за съвместни разработки с колеги от МГУ и в Академията на науките на Русия – АН СССР. В годините 1986 – 88 г. – проектна работа с колеги от Полската академия на науките: в Института за полски език (с проф. Х. Мержейевска) и в Невропсихологичната лаборатория към Института по експериментална неврохирургия – ПАН (с д-р Е. Лучивек). През 1987 г. защитава пред Специализирания съвет по неврология, психиатрия и неврохирургия на Висшата атестационна комисия на Р. България дисертационния труд „Върху някои патологични и гранични аспекти на вербалното поведение“ за придобиване на научната степен „доктор на биологичните науки“ (DrSc); 1989 г. – старши научен сътрудник ІІ степен по невропсихология (доцент), 1992 – старши научен сътрудник І ст. (професор, по правилата на Закона) по общо езикознание. От 1993 – 96 г. e ст.н.с. І ст. по психолингвистика в Института за български език (след новия закон, професор) – БАН.
Извънреден професор по общо езикознание в Университета на гр. Русе, в катедрата по европеистика, на която е съосновател, а по-късно и четири години неин ръководител (2007 – 2010). От 2006 г. почетен професор на РУ „Ангел Кънчев“. През 2006 г. основава българската част на Колежа за балкански езици в Тракийския университет в гр. Одрин, където е и гост-професор до 2009 г.
Член е на Научния съвет при Института за изучаване на мозъка – БАН – 1988 – 1992, на НС при Института за български език – БАН от 1995 до 1999 г. и негов заместник-председател, 2003 – 2007 – 2011; заместник-директор на ИБЕ 1994 – 1999 г. От 1995 г. е ръководител на Лабораторията по фонетика и речева комуникация в ИБЕ.
Директор на ИБЕ „Проф. Любомир Андрейчин“ 2003 – 2007 – 2011 г.; ръководител на Секцията по етнолингвистика от 2007 – 2011 г.; член на Научния съвет на ИБЕ 1994 – 1997 и от 2003 – 2011 (по право), член на Комисията по филология към Висшата атестационна комисия (ВАК) към Министерския съвет на Р. България (2003//9), член е на Експертния съвет за издателска дейност (ЕСИД) при БАН – два мандата; член на Общото събрание на БАН (1995 – 1999, 2003 – 2007) и на комисии към ОС на БАН, професор по общо езикознание.
От 1 януари 2007 като директор на ИБЕ спомага за приемането на България и на ИБЕ-БАН за член на Европейската асоциация на институциите за национални езици (EFNIL), която е представителната организация на езиковите институции в Европейския Съюз. Възстановява през 2003 г. участието на ИБЕ в работата на Общославянския диалектен атлас (ОЛА) – след повече от двайсетгодишно прекъсване, наложено по геополитически причини през седемдесетте години на ХХ век, и продължава да бъде председател на Българската комисия.
По негово предложение през 2004 г. Научният съвет на ИБЕ гласува, а Управителният съвет на БАН утвърждава решението на ОС на БАН, Институтът да носи името на своя съвременен строител – проф. д-р Любомир Андрейчин.
В съгласие с представители на българоезичната общност в Албания (регион Гора), с Министерството на външните работи на Р. България и с Ръководството на БАН, организира и издава в Академичното издателство „Нашенско-Албански речник“ (2007 г.), представен тържествено в Академията.
Член е на редакционните колегии на списанията „Български език“ и „Балканско езикознание“ (Linguistique Balkanique) (LB), които са официалните печатни издания на ИБЕ „Проф. Любомир Андрейчин“ – БАН и са реферирани в ERIH, а LB и в International Bibliography (Pro-Quest), ANVUR, BRILL, SCOPUS и EBSCO, както и на други места.
Рецензирал е конкурси за академици, член-кореспонденти, професори, доценти и асистенти, както и няколко десетки за докторски и големи докторски дисертации; журирал е изследователски проекти, европейски и национални научни програми.
Освен монографичните трудове и в студиите – в 195 статии и съобщения, е първи/единствен, а в останалите е втори, трети и т.н. – автор. Статиите, съобщенията, както и съавторството в части от книги на други автори и трудовете монографии, са написани и отпечатани на български, руски, чешки, немски и английски език от български и от европейски издателства извън България. Участва в проект „Единно решение на проблемите при използването на кирилица“.
В. Райнов е съставител и редактор на четири издания от сборници – трудове от симпозиуми на ИИМ, под заглавието „Организация и адаптация на мозъчните функции“ (Organization and Adaptation of Brain Functions), издадени през 1981, 1984, 1987 и 1990 г.; съставител е на сборника, посветен на проф. Йордан Пенчев (Райнов, В., И. Куцаров и др. С., Артграф, 2006 г.). До 1994 г. е бил консултант на три разработки за кандидатски дисертации и на две дипломни работи. От 1994 г. е научен консултант на два успешно защитени докторски труда и на 45 дипломни и магистърски работи в катедрата по Европеистика на РУ, в СУ и в НБУ. Гост-професор и лектор в Нов български университет – София, в Софийския университет „Св. Климент Охридски“, в Университета „Ангел Кънчев“ – гр. Русе, в Академията за музикално, танцово и изобразително изкуство (АМТИИ), гр. Пловдив. От 2003 г. е научен ръководител на две докторантури в ИБЕ. От 2005 г. е Почетен професор (Professor Emeritus) на Русенския университет; носител е на Почетния знак на БАН – „Марин Дринов – на лента“ (най-висшата награда за български учени в Академията) от 2008 г. и на Златния почетен знак на Института за български език „Проф. Л. Андрейчин“ – БАН (от 2012 г.). От януари 2012 – професор-емеритус на ИБЕ-БАН.

## Участие в научни организации
- Научен съвет на ИБЕ-БАН;[18]
- ЕСИД – Експертен съвет за издателска дейност, БАН;
- Комисия по филология на ВАК към МС, два мандата;
- Управителен съвет на „Общество за устойчиво развитие на българския език“;
- Председател на Националния комитет за Общославянския лингвистичен атлас;
- Републиканско научно дружество на невролозите – 1968 – 1992 г.;
- Дружество на психолозите в България – 1976 – 1990 г.;
- Съюз на учените в България – 1980 – 1998 г.;
- Martin-Heidegger-Geselschaft, Deutschland; Messkirch, 1989;
- Internationale Geselschaft für Kulturelle Neuropsychologie e. V., Bonn, ръководител на направлението за Източна Европа, 1988;
- Национален комитет по балканистика;
- Дружество на ономастите в България „Проф. Й. Заимов“;
- IOP – International Organisation for Psychophysiology, France, Canada;
- IBRO – International Brain Research Organisation; Canada;
- ISPhS – International Society for Phonetic Sc., Norway, от 1968 г.;
- EFNIL – Европейска федерация на институциите за национални езици (European Federation of National Institutions for Language), представител за Р. България (2007 – 2011).

## По-важни изследвания (монографии, студии, учебници и др.)
- K otázce přechodných jayzkových systémů v jichovýchodním Bulharsku. Прага, Карлов университет, 1968 (дисертационен труд за придобиване на научната степен „доктор по философия“, PhD 160 стр.рр.).
- Върху някои патологични и гранични аспекти на вербалното поведение. С., БАН, 1986 (дисертационен труд за придобиване на научната степен „доктор на биологичните науки“, DrSc 460 стр.рр; автореферат – 59 стр.рр. с 19 графики, таблици и приложения).[3]
- Особености на невербалната комуникация. С., М. Дринов, 1987, 105 стр.рр.[19][notes 1]
- Мозък, език, съзнание. С., М. Дринов, 1989, 120 стр.рр.[notes 2]
- Символното поведение на човека. С., М. Дринов, 1993, 355 стр.рр.[notes 3]
- Персонализмът – психобиология и езикова прагматика. С., М. Дринов, 1995, 116 стр.рр.[20][notes 4]
- За психосемантичната специфика на езиковото възприятие. С., М. Дринов, 1998, 101 стр.рр.[21][notes 5]
- Spezifik der Sprachfehler gesunder Erwachsener bei verschiedener Spannungs- und Streßsituationen.-In: D. Linke Ed., Grundlagen gestörter Kommunikation. Bonn, Bouvie (im Druck, 150 S.).- В: Балканско езикознание, 1, 2007, 3 – 63, на немски език.
- Човекът-оператор (тема от Специалния изследователски план на БАН, завършена и отчетена с работещ експериментален модел през 1991 г.). – с Попов, В. и др.
- Психосемантични особености на езиковото възприятие.-В: Езиково съзнание. (Ст. Димитрова, ред.; студия) С., Наука и изкуство, 1998, 114 -153.
- Ред в изказа, словна подредба или хаос. С., 1999 (студия) (68 рр.).[22]
- Постструктурализмът и езиковата теория. С., Труд, 2000, 158 стр.рр.[23][notes 6]
- Pecularities of human perception in the two-way communicative process of creating/perceaving aesthetic objects of poetry.-In: http//www.eolss.co.uk/indx.htm (6.23.1.6.), 2001 (38 ррл), Европейска дигитална енциклопедия (ЕДЕ).
- Semiotic and perception of works of arts. (6.23.1.4.), 2001 (45 рр, ЕДЕ).
- Логосът в езиковата и психолингвистичната теория.- Бълг. ез., 2 – 3. 2004, 65 – 83.[24]
- Логосът в психолингвистичните измерения на Аз-а. С., М. Дринов, 2006, 207 стр.рр.[25][notes 7]
- Езиковата теория и теорията на комуникацията в структурния дискурс.-В: Сборник в чест на проф. Й. Пенчев. С., Артграф, 2006, 39 – 59 (студия).[26]
- Идиолект – гранични и патологични факти. –В: Език и идиолект, С., Воен. изд., 2006, 168 – 200 стр. рр.(студия).
- Шрифтът и подобията. Български език, 2007 (приложение), 104 стр.[notes 8]
- Тристепенен лексикален модел за създаване и оценка на устни езикови умения по славянски езици – с оглед на нуждите на туризма. Програма Леонардо да Винчи при МОН и Европейската комисия. ISSN 1312 – 6172, I-II-III-IV Books. Sofia, 2009, Bulgaria.[27]
- Прякорите на софиянци в началото на 20 в.. – Паисиеви четения. Пловдив, 9 – 11 ноември 2017 (студия, 90 стр.рр.). – с Чолева, А.
- Психофизиологична и психолингвистична оценка на паметовите смущения при болни с увреди на ІІІ-вентрикул. – В: Ст. Габровски, ред., Микрохирургия на ІІІ-вентрикул (45 стр., студия).
- Interpretation of Symbols. Encyclopaedia EOLSS, 85 рр, Европейска дигитална енциклопедия.[1]
- Езикът в туризма. І-IV кн. Leonardo da Vinci Project BG 06BFLA-166036.Sofia, V. Trajanov, 2008, 192 рр.-In: Language in Tourism. Trifonova, Mladenova, Stojcev, Fingarova, Rajnov, Goleminov. С., В. Траянов, 2009.[28]
- Нашият опит в създаването на психолингвистичен тест.-В: Littera et Lingua, 2009, sofia.bg (40 комп. стр.рр.), С., 2009.[29]
- Когнитивните измерения в науките за езика. -В: Littera et Lingua 2011 пролет, (47 комп. стр.), ISSN 1312 – 6172, С., 2011 (контрактор на проекта Тристепенен лексикално-ориентиран модел за създаване и оценка на устни езикови умения по славянски езици с оглед нуждите на туризма, вж. №25).[22]
- Към въпроса за появата на преходните езикови диалектни системи. –В: Littera et Lingua, (20 комп. стр.рр.), С., 2012.[2]
- „Живи са още онези, които са ги видели...“, С., Мултипринт, 2021 (172 стр.рр.). ISBN 978-954-362-354-9[30][notes 9]